# Romauld Aguillera
Romauld Aguillera (Palo Seco, 2 luglio 1979) è un ex calciatore trinidadiano, di ruolo centrocampista.